# Sports Illustrated
Sports Illustrated je ameriška športno-novinarska franšiza v lasti medijskega konglomerata Time Warner. Njena istoimenska revija ime več kot 3,5 milijona naročnikov, tedensko pa jo bere 23 milijonov odraslih, od tega 18 milijonov moških. Je prva revija z več kot milijonsko naklado, ki je dvakrat prejela Narodno nagrado za splošno odličnost revij. Njena kopalkarska izdaja, ki se tiska od leta 1964 naprej, je dandanes letni izdajni fenomen, na temo katerega se snemajo televizijske oddaje, videoposnetki in koledarji. 

## Priporočeno branje
- McEntegart, Pete; Wertheim, L. Jon; Menez, Gene; Bechtel, Mark (16. december 2002). »SI's "The Top 100 Sports Books of All Time"«. CNN/Sports Illustrated. Arhivirano iz prvotnega spletišča dne 31. avgusta 2013. Pridobljeno 11. februarja 2011.